# 869 TCN
869 TCN là một năm trong lịch La Mã.